# Libertà di Dio
La libertà di Dio è l'idea che Dio abbia il libero arbitrio.
Secondo alcuni pensatori, il libero arbitrio sarebbe in contraddizione con l'onnibenevolenza di Dio, il quale, essendo il Sommo Bene, sarebbe "obbligato" a scegliere le opere le cui conseguenze sono esclusivamente buone.
Tuttavia, sant'Agostino d'Ippona, dottore della Chiesa, chiarì che il male è mancanza di essere e quindi di perfezione e di libertà: l'impossibilità di fare il male è proprio ciò in cui consiste la perfezione della libertà, che appartiene a Dio.
Dio onnipotente e onnisciente, prima ancora che le cose accadano, conosce tutte le alternative possibili. La Sua scelta è orientata al Sommo Bene della creature.
Dio vuole necessariamente Sé stesso poiché l'oggetto della volontà è il Sommo Bene, che è Dio. Dio ama gli altri enti liberamente nella misura in cui essi sono un oggetto adeguato della Sua volontà. Dio non ama i demoni perché compiono il male che è il contrario della sua volontà, il Sommo Bene. Più chiaramente:
(Summa contra Gentiles I, 82)
Questa relazione tra Dio e le creature vale fin dall'inizio della creazione che è definita come opera della Sua volontà "libera da ogni necessità":
(Dei Filius, I, 5)